# Clássico Re-Tu
Remo versus Tuna Luso ou simplesmente Re-Tu é um clássico do estado do Pará. Envolve o Clube do Remo e a Tuna Luso Brasileira, ambos da cidade de Belém.

## História

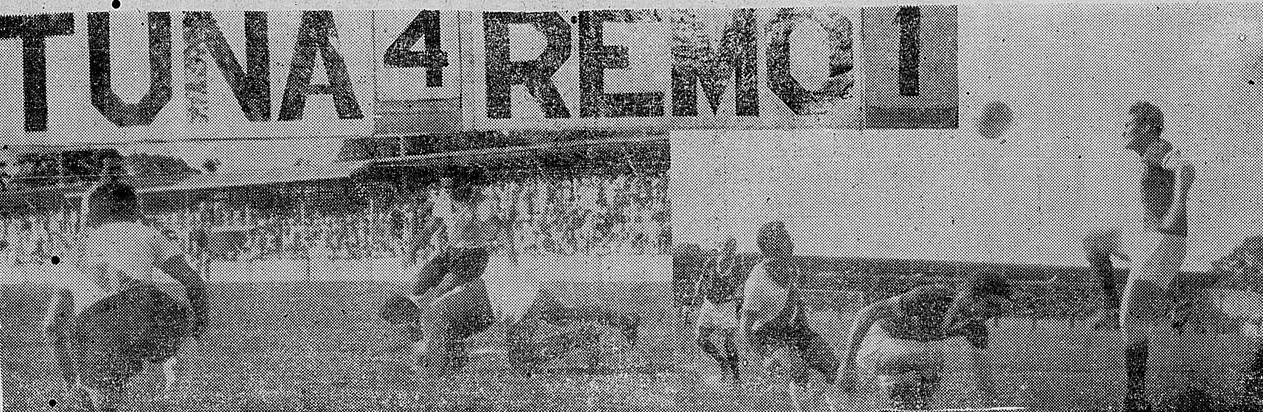
Cenas de 1951: goleada da campeã Tuna

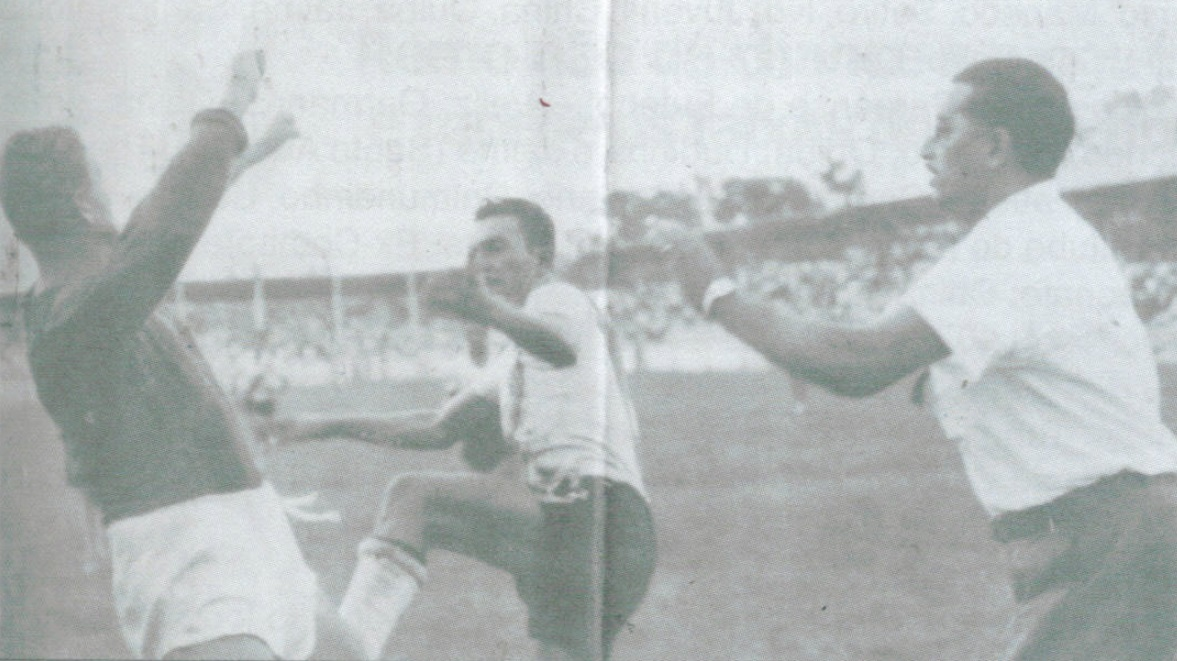
Cenas de 1953: China, da Tuna, enfrenta o goleiro Véliz, do campeão Remo

Tradicionais forças do futebol paraense, Remo e Tuna mantém uma rivalidade que se iniciou ainda nas águas. Fundada em 1º de janeiro de 1903 por jovens portugueses que trabalhavam no comércio de Belém, a Tuna tem a sua origem ligada à música. Seus integrantes faziam parte do Grupo Executante, conjunto musical criado em novembro de 1902 para entoar canções em homenagem a Portugal. A trajetória esportiva começou em 1906 com a criação do seu departamento náutico cruzmaltino. 
Já o Remo surgiu em 5 de fevereiro de 1905 por graças a um grupo de dissidentes do Sport Club do Pará. Desde o início, o clube fora voltado para a prática das regatas, mas foi extinto por meio de uma assembleia geral em 1908. Três anos mais tarde retornou com força e logo conquistou o seu primeiro título. A partir de então ambas as equipes, Remo e Tuna, revezavam como os maiores campeões náuticos do Pará.
No futebol, os primeiros passos de cada um clube foram diferentes. O Leão Azul conquistou o Campeonato Paraense logo no seu primeiro ano de disputa (1913), enquanto que a Águia Guerreira ingressou em 1915 ainda de forma amadora, ganhando a taça "5 de outubro". Porém, o confronto pioneiro entre remistas e tunantes ocorreria somente em 15 de novembro de 1931, uma partida amistosa, sem gols. No ano de 1933, a Tuna finalmente tomava parte do Campeonato Paraense, ao passo que o Remo seguia para a sua 25ª participação. A partir de então, mais de 400 clássicos foram disputados, dentre os quais decidiram títulos para ambos os lados. No computo geral, o Remo é detentor de 47 Campeonatos Paraenses e a Tuna, 10.
A tradição de Leão e Águia se revela também pelas conquistas fora do estado. Os azulinos possuem ainda um Campeonato Brasileiro Série C (2005), uma Copa Verde (2021) um Campeonato Norte-Nordeste (1971) e três Torneios do Norte (1968, 1969 e 1971). Por sua vez, os cruz-maltinos ganharam a Taça de Prata de 1985 e a Terceira Divisão de 1992
Por falar em Campeonato Brasileiro, Remo e Tuna apenas se enfrentaram pela Série B. Desde 16 de outubro de 1971, data do primeiro jogo (empate de 0 a 0) até o último, dia 18 de outubro de 2001 (Tuna 1 a 0), ocorreram 18 clássicos, sendo sete vitórias do Remo (16 gols pró), seis da Tuna (15) e cinco empates. Com relação ao artilheiro do confronto, a vantagem é azulina: Quiba, atacante, autor de 27 gols com a camisa do Leão.

## Estatísticas de Remo versus Tuna Luso
| Estatísticas          |       |
| Número de partidas    | 475   |
| Vitórias do Remo      | 215   |
| Vitórias da Tuna Luso | 131   |
| Empates               | 130   |
| Total de Gols         | 1 314 |
| Gols do Remo          | 739   |
| Gols da Tuna Luso     | 575   |

- Maior goleada do Remo: 7 a 0 em 17 de maio de 1959.
- Maior goleada da Tuna Luso: 6 a 1 em 20 de abril de 1941.

No Campeonato Paraense
- Número de partidas: 235.
- Vitórias do Remo: 108.
- Vitórias da Tuna Luso: 60.
- Empates: 67.
- Gols do Remo: 369.
- Gols da Tuna: 270.
- Último jogo: Tuna Luso 0x3 Remo, 09 de fevereiro de 2025, jogo válido pela primeira fase do campeonato Paraense.

## Maior público
1. Remo 3–1 Tuna Luso, 30 880, 17/08/1986, Campeonato Paraense, Estádio do Mangueirão.[2][3]